# Sungai Lorentz
Sungai Lorentz är ett vattendrag i Indonesien.   Det ligger i provinsen Papua, i den östra delen av landet, 3 500 km öster om huvudstaden Jakarta.